# Colby Pearce
Colby Pearce (Boulder (Colorado), 12 juni 1972) is een voormalig Amerikaans wielrenner die zowel op de weg als op de baan actief was. Hiernaast was hij ook veldrijder en mountainbiker maar wist hierin geen grote resultaten te halen. In het verleden reed hij één seizoen bij TIAA-CREF/5280.
Hij werd veertien keer Amerikaans kampioen baanwielrennen in verschillende disciplines. Verder nam hij in 2004 deel aan de Olympische Spelen (Athene), en eindigde hij op de 14e plaats in de puntenkoers (baanwielrennen).
In november 2005 kondigde hij aan te stoppen met wielrennen en dat hij conditietrainer werd van de Amerikaanse nationale ploeg. In april 2007 nam hij hier ontslag en kondigde hij aan terug te keren in het profcircuit.

## Overwinningen
1997
- Criterium van Boulder

1999
- Amerikaans kampioen puntenkoers, Elite
- Criterium van Boulder

2001
- Amerikaans kampioen ploegenachtervolging, Elite (met James Carney, Jonas Carney en Ryan Miller)

2002
- Amerikaans kampioen ploegenachtervolging, Elite (met James Carney, Kenny Williams en Michael Tillman)

2003
- Amerikaans kampioen scratch, Elite/U23

2004
- Amerikaans kampioen ploegenachtervolging, Elite (met James Carney, Robert Lea en Guillaume Nelessen)
- Wereldbekerwedstrijd Aguascalientes, Scratch
- Wereldbekerwedstrijd Sydney, Puntenkoers

2005
- Amerikaans kampioen ploegkoers, Elite (met Chad Hartley

2007
- Pan-Amerikaanse Kampioen Ploegkoers, Elite (met Charles Bradley Huff)
- Amerikaans kampioen ploegenachtervolging, Elite (met Charles Bradley Huff, Michael Friedman en Michael Creed)
- Amerikaans kampioen ploegkoers, Elite (met Robert Lea)

2008
- Amerikaans kampioen ploegenachtervolging, Elite (met Taylor Phinney, Daniel Holloway en Charles Bradley Huff)
- Amerikaans kampioen puntenkoers, Elite
- Amerikaans kampioen ploegkoers, Elite (met Daniel Holloway)
- 3e etappe Gateway Cup

2009
- 3e etappe Gateway Cup